# Planetario Galileo Galilei
El Planetario Galileo Galilei está ubicado en la intersección de Avenida General Sarmiento y Belisario Roldán, dentro del Parque Tres de Febrero, en el barrio de Palermo de la ciudad de Buenos Aires, Argentina. Su primera función fue el 13 de junio de 1967, y recibió diversas reformas y actualizaciones siendo las más importantes las de 2011 y 2017. Se construyó con la finalidad de promulgar la divulgación de la ciencia astronómica a través de espectáculos didácticos para los estudiantes y el público en general. En su explanada de acceso tiene en exhibición tres meteoritos metálicos, que fueron encontrados en territorio argentino.
Su cúpula tiene 20 metros de diámetro y sobre ella pueden llegar a reproducirse 8900 estrellas fijas, constelaciones y nebulosas.

## Historia

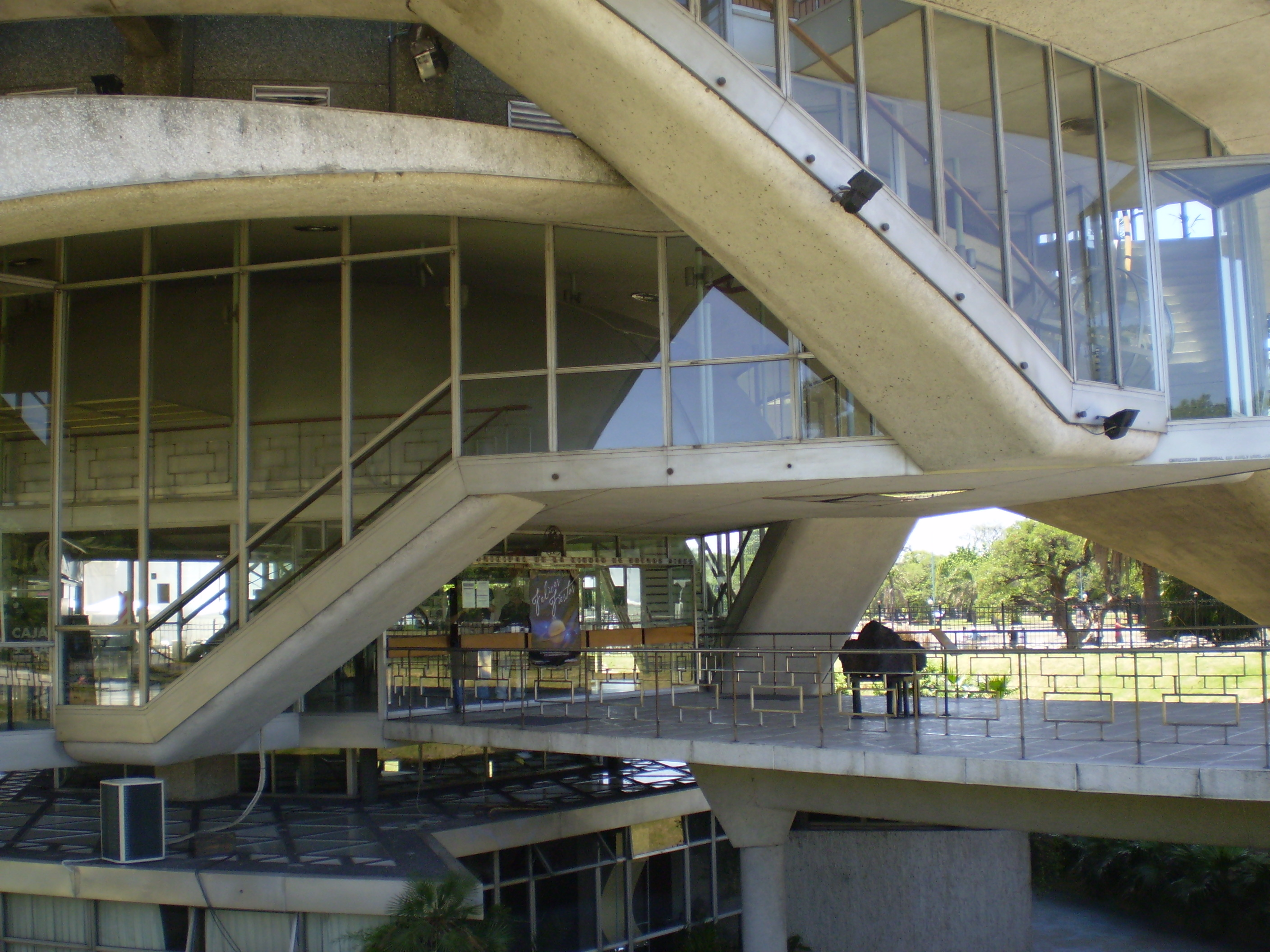
Entrada.

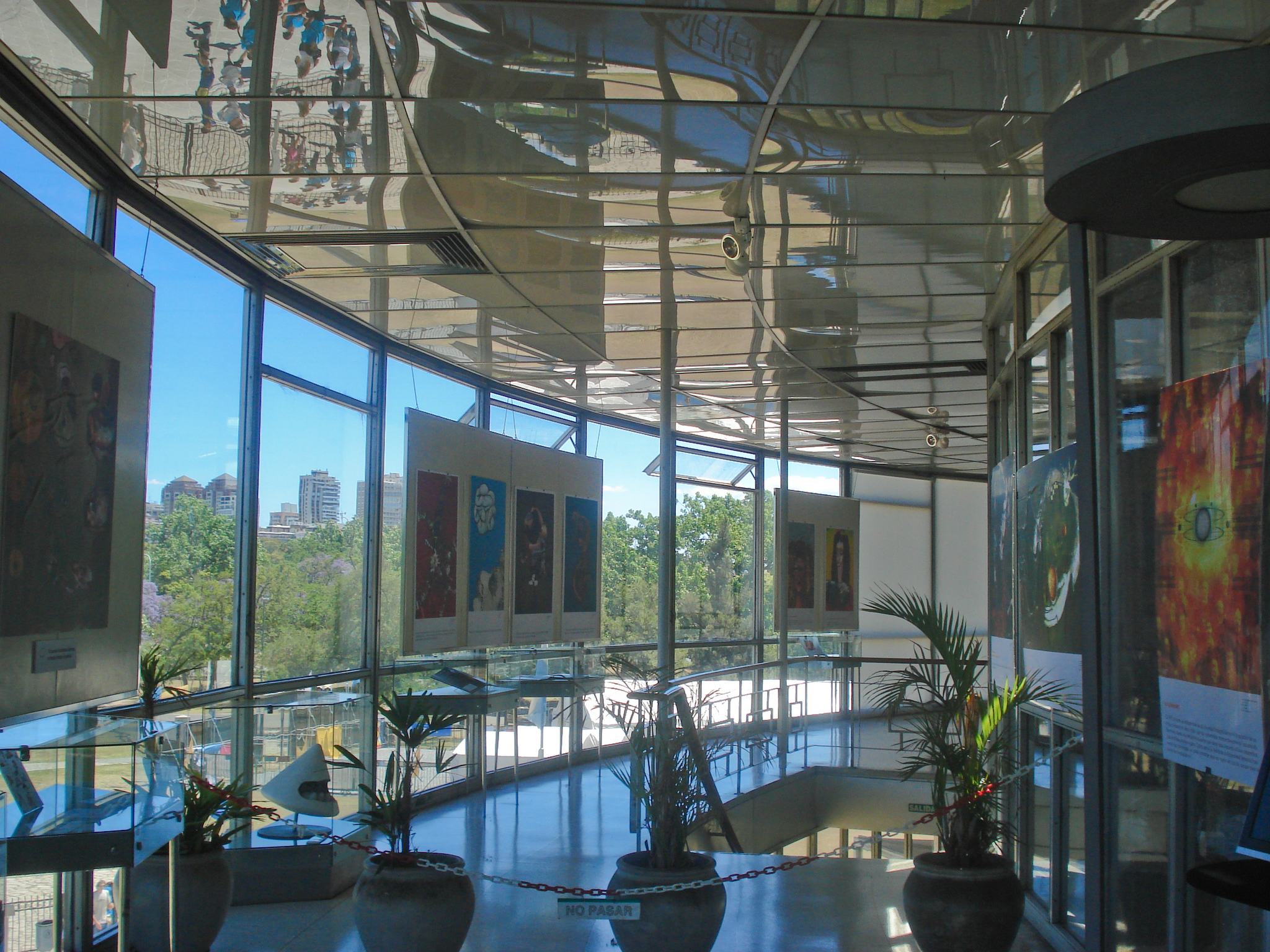
Interior del corredor.

En 1958 comenzó a plantearse la idea de que la ciudad de Buenos Aires contara con un planetario propio. Fue por iniciativa del concejal socialista José Luis Pena y del secretario de Cultura del Municipio Aldo Cocca.
La proyección y obras de construcción del Planetario Galileo Galilei estuvieron bajo dirección del arquitecto argentino Enrique Jan, de la Dirección General de Arquitectura de la otrora Municipalidad de la Ciudad de Buenos Aires (MCBA), en 1962. Los trabajos estuvieron a cargo de la Compañía de Construcciones Civiles S. A.
La inauguración la llevó a cabo el por entonces intendente Eugenio Schettini el 20 de diciembre de 1966. La primera función se realizó el 13 de junio de 1967, de la que participaron alumnos de la Escuela Comercial N.º 1 de Banfield y del Colegio de la Santa Unión de los Sagrados Corazones, de la Capital Federal. El profesor de Geografía y Matemática Antonio Cornejo les mostró en dicha ocasión cómo estaría el cielo sobre Buenos Aires, la Antártida Argentina y el polo sur esa noche, y la forma de orientarse mirando la Cruz del Sur. La apertura definitiva para el público en general se realizó el 5 de abril de 1968. Antonio Cornejo, fue el primer director del Planetario, cargo que ejerció por 33 años.
El nombre del planetario, Galileo Galilei, fue dispuesto en honor del famoso matemático y astrónomo, descrito según la ordenanza municipal como alguien «cuya extraordinaria personalidad trascendió las fronteras de su patria para incorporarse a la pléyade de genios universales que impulsan el progreso de la humanidad».
El espacio utilizado fue donde compartían su sede el Buenos Aires Cricket Club y el Buenos Aires Football Club. Ambos clubes fueron responsables de introducir en el país deportes como el fútbol y el rugby entre otros, siendo el mismo sitio donde se disputó el primer partido de fútbol en la Argentina el 20 de junio de 1867. Estuvieron en ese predio desde el 8 de diciembre de 1864 hasta que el terreno fuera expropiado en 1950. Ambos clubes se amalgamaron a principios de los 1950 formando el Buenos Aires Cricket & Rugby Club –después de estar en un predio propio en Don Torcuato (1951-1987) y Malvinas Argentina (1988-2006)– se encuentran en su predio en San Fernando.

## Edificio y equipamiento

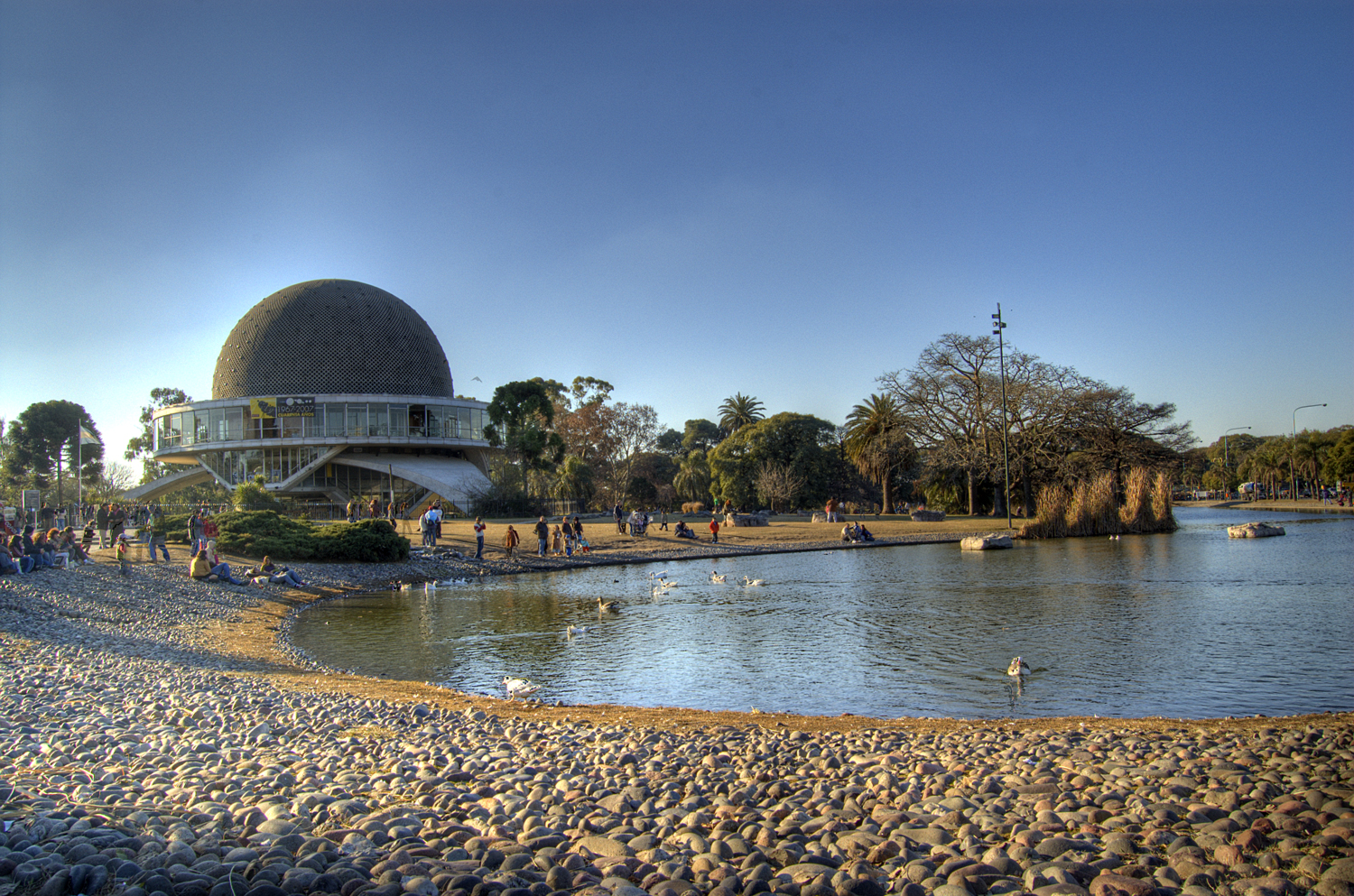
Lago vecino.

El edificio consta en total de cinco pisos, seis escaleras (una helicoidal) y una sala circular de 20 metros de diámetro. La cúpula exterior es de 8 centímetros de espesor con 11 metros y medio de radio, recubierto por 960 paneles prefabricados individuales.
En la explanada de acceso al Planetario se pueden apreciar meteoritos como el metálico llamado “La Perdida”, encontrado en 1965 en la zona de Campo del Cielo, correspondiente a la provincia del Chaco.
Su cúpula semiesférica tiene 20 metros de diámetro y está recubierta interiormente con chapas de aluminio, que sirve como pantalla. En el centro está ubicado el auténtico planetario, que hasta el año 2011 constaba de un instrumento Zeiss Mark V de 5 metros de altura y 2,5 toneladas de peso que conformaba el sistema de proyección.
La semiesfera está montada sobre una red de 5.300 barras de acero interconectadas, planchas de aluminio y madera, vidrios curvos y una base de hierro en forma de U, es decir, seis triángulos equiláteros cuyos vértices dispuestos hacia adentro dan como resultado un círculo.
En el museo del primer piso se expone una roca lunar que trajo a la Tierra la misión Apolo XI y que fue entregada al Planetario. Fue un regalo del expresidente estadounidense Richard Nixon.
En el primer subsuelo se encuentra su biblioteca.
Cuenta con unos cien proyectores. Constaba de un armazón cilíndrico con proyectores independientes para la Luna, el Sol y los planetas visibles a simple vista -Mercurio, Venus, Marte, Júpiter y Saturno-, y dos esferas en los extremos que proyectaban las estrellas. Un sistema de proyectores y equipos láser dirigidos a esa cúpula brindaban diversos espectáculos sobre la conformación del universo, con la exhibición de 8900 estrellas fijas, constelaciones y nebulosas. Incluido el proyector planetario Zeiss Mark V de 5 metros de altura y 2,5 toneladas de peso, un sector de la Sala de Espectáculos posee un aro magnético para amplificar el sonido y facilita la audición (mediante el uso de los audífonos) de los hipoacúsicos.

### Reformas

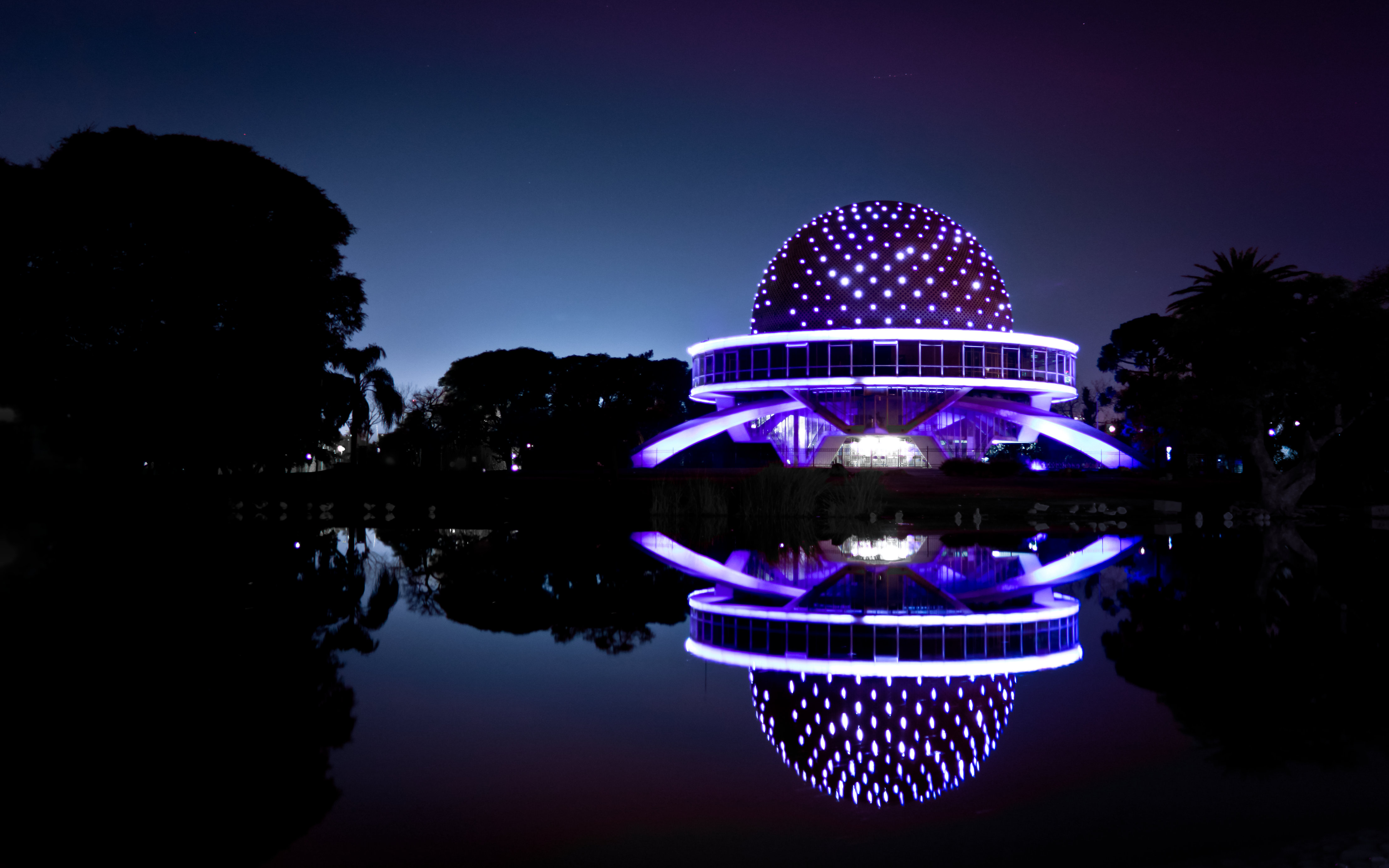
Planetario Galileo Galilei, en el barrio de Palermo.

Durante su historia recibió diversas reformas, siendo algunas de las más grandes la de 2011 que renovó su equipamiento e interiores luego de muchos años sin mejoras, y la de 2017 al cumplir 50 años en actividad buscando modernizar el mismo. En 2011 se realizó una reforma en la Sala del Planetario. La reapertura se llevó a cabo el jueves 15 de diciembre de 2011.

#### Reformas de 2011
Los cambios realizados durante la reforma fueron varios:
- Se instaló el proyector MEGASTAR II A, que muestra estrellas de hasta una 11° magnitud, lo que serían aproximadamente un millón de estrellas más que los planetarios convencionales. Además, proyecta más de 140 cúmulos y nebulosas y la Vía Láctea puede apreciarse con un realismo nunca antes logrado. El proyector es el primero en el mundo en adoptar lámparas led, reemplazando las lámparas anteriores de un consumo de electricidad mucho mayor.[12]
- Los espectáculos ahora tienen imágenes de alta resolución y cuentan con DigitalSky II, que es un sistema de video full-dome de avanzada que cubre la cúpula completa.
- La reforma también agregó una nueva cúpula externa con iluminación ecológica y cambió las 360 butacas normales por unas de tipo 4D, que incorporan un control remoto que permite al espectador interactuar durante la proyección. Además, el sistema de sonido se actualizó al digital 5.1.
- El lago que estaba en el parque fue recuperado.

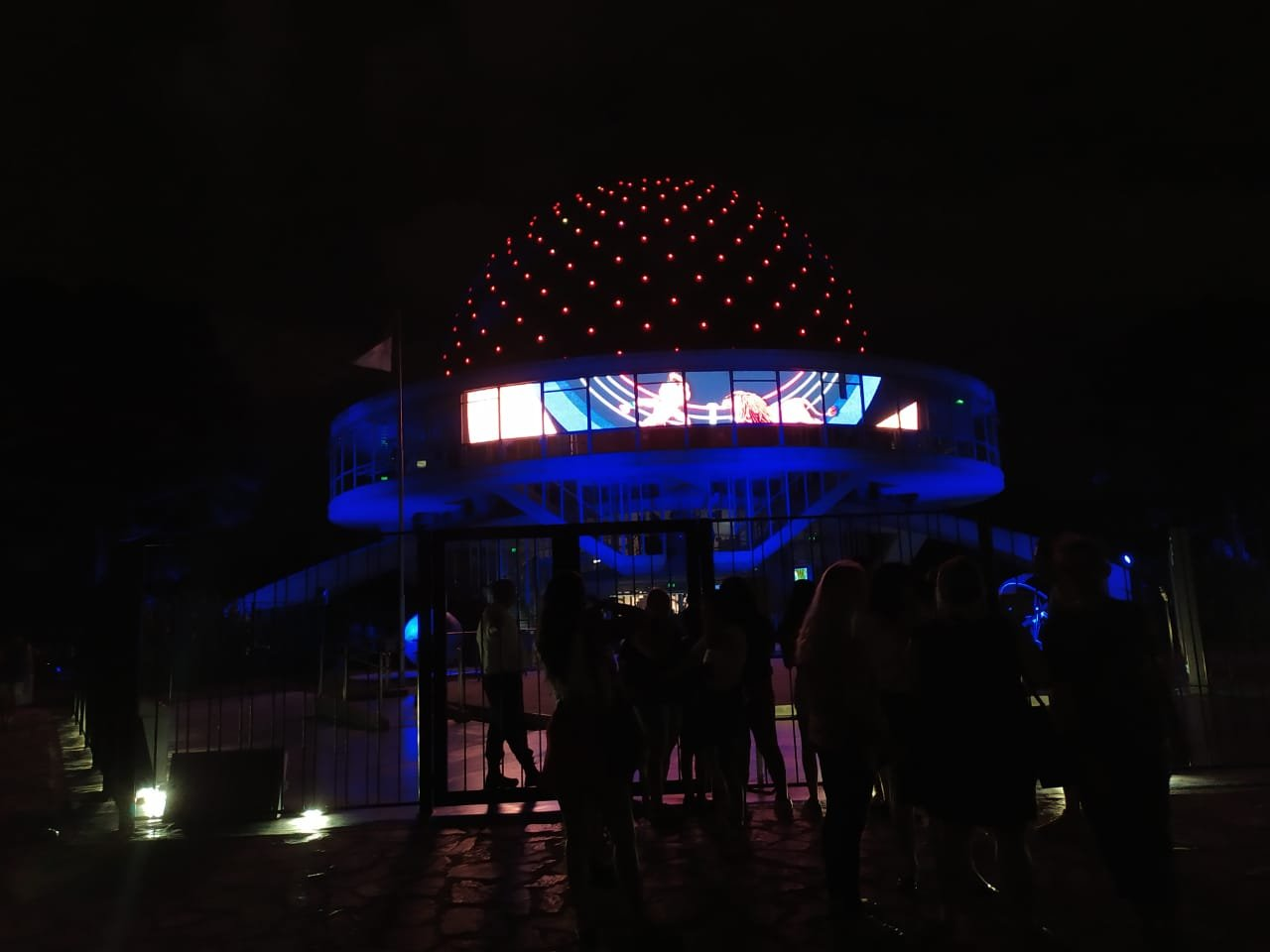
Vista nocturna del Planetario Galileo Galilei

#### Reformas de 2017
- Se restauraron las "patas" del edificio.[10]
- Se reconfiguró completamente el tendido eléctrico de las diferentes plantas.[10]
- Restauración del anillo exterior,[10] incluyendo la instalación de paneles led para brindar información al exterior.[9]
- Reacondicionado de la sala principal para la proyección de contenido 8K.[10][9][2]
- Se cambiaron las butacas por unas más modernas.[10] y se agregaron seis butacas 4D[9][2]
- Se sumó tecnología para interactividad en el acceso,[10] incluyendo un robot llamado Galibot.[9]
- Simuladores para cuatro personas que permiten ver un recorrido desde el Big Bang hasta la actualidad.[9][2]
- Se instaló un nuevo museo interactivo digital.[9]
- Restauración de la cúpula exterior e instalación de 350 luces.[9]

### Funciones para personas ciegas o sordas
Las funciones para personas ciegas o de baja visión se iniciaron en junio de 2001 y son inéditas en América Latina. Se calcula que hasta 2011 más de 2500 personas ciegas y de baja visión  han disfrutado de esta experiencia. Con la colaboración de la Biblioteca Argentina para Ciegos (BAC), se combinan mapas celestes táctiles, gráficos en relieve, un relato, música y efectos sonoros. Esta función es libre y gratuita.
Las funciones para personas sordas o hipoacúsicas son realizadas en conjunto con la  Comunidad Sorda en la adaptación de espectáculos para diferentes edades y en la adaptación lingüística de conceptos astronómicos para ser transmitidos en Lengua de Señas Argentinas (LSA).
Funciones distendidas. A partir de 2018, el equipo de accesibilidad, se contactó con la organización de padres TGD PADRES TEA CABA para evaluar la posibilidad de hacer distendidas las funciones. Este hecho implica atenuar las luces, disminuir el sonido y evitar cualquier efecto sorpresivo ya que las personas con autismo son sensibles a estos estímulos. Previamente el equipo del Planetario recibió una capacitación otorgada por un especialista en autismo. Finalmente el 6 de abril se realizó la primera función distendida.

## Galería de imágenes

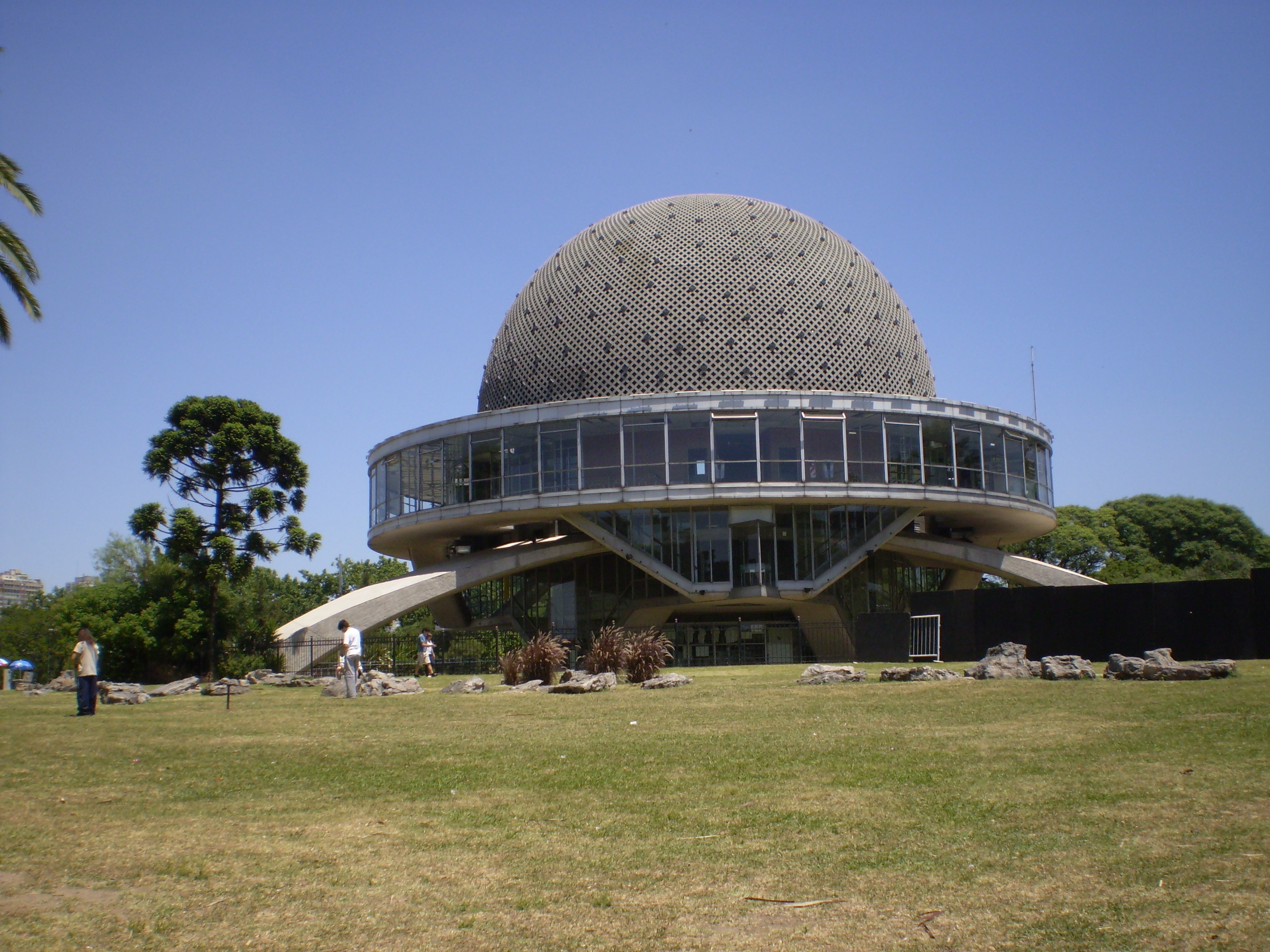
Imagen del planetario.
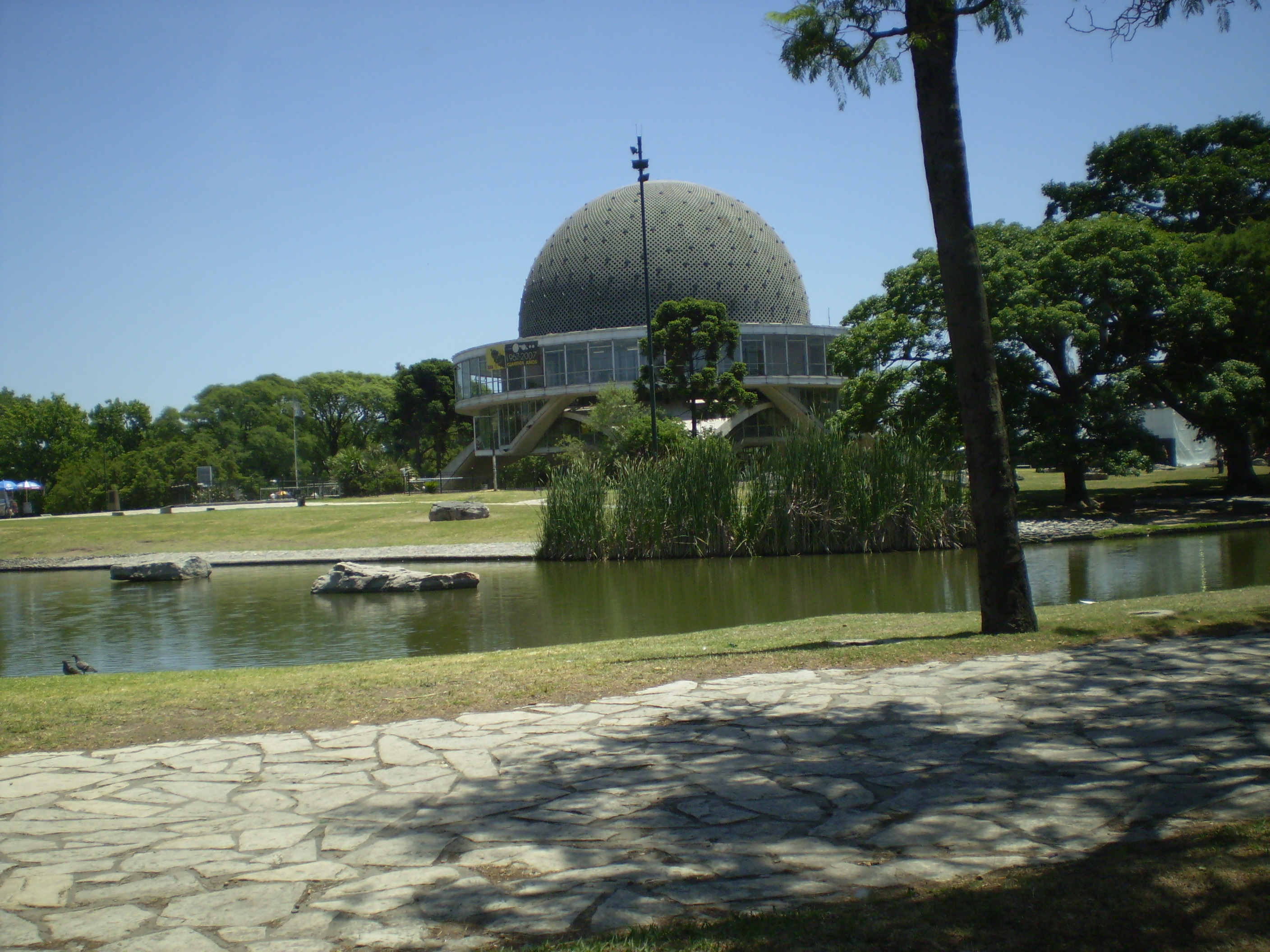
Imagen del planetario y el lago artificial.
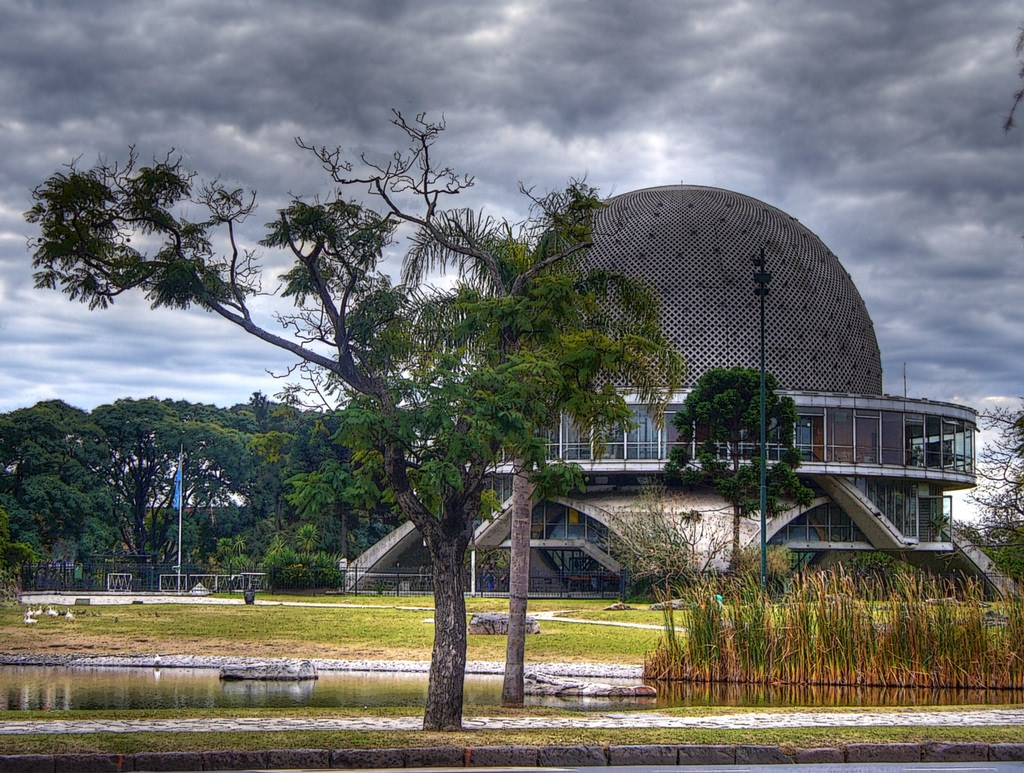
Imagen del planetario y el lago artificial en un día nublado.
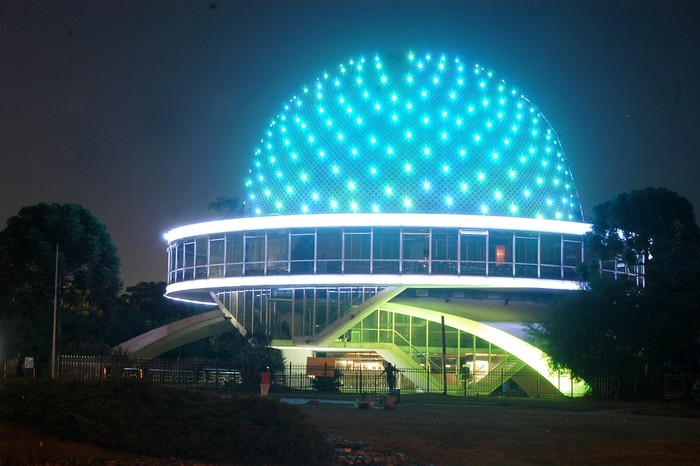
El Planetario con sus luces.
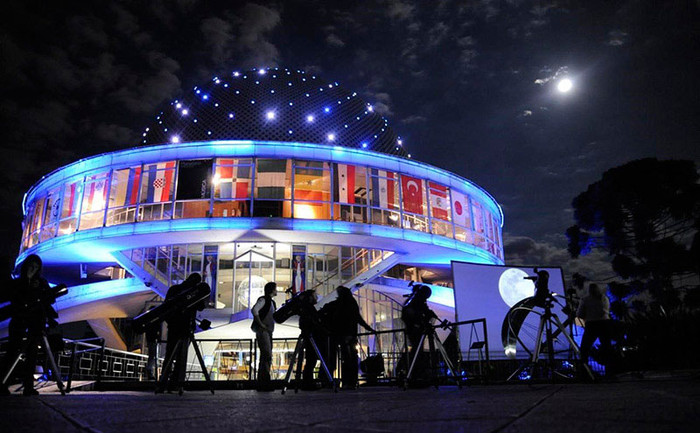
El Planetario durante un evento de observación astronómica.
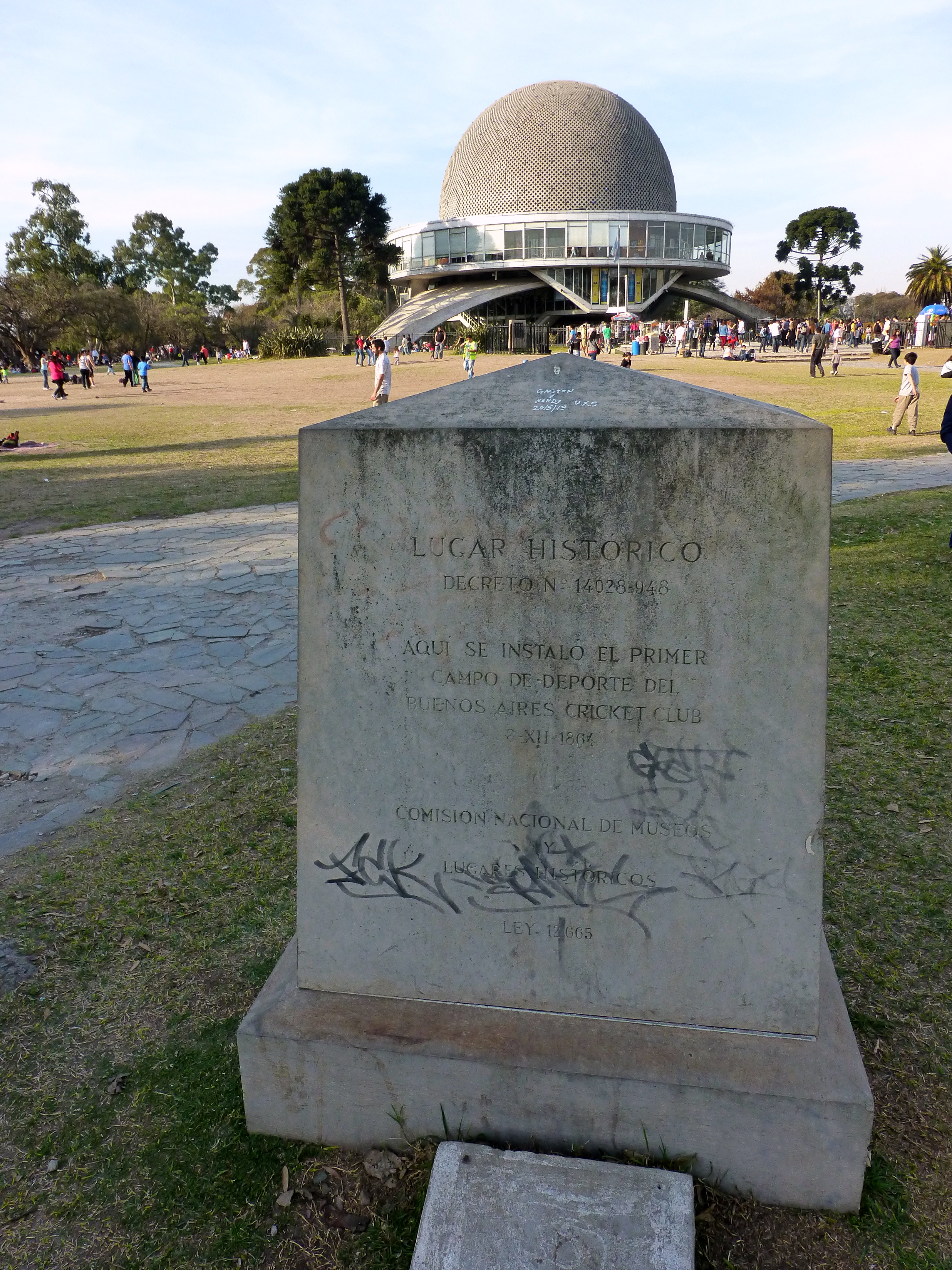
Monolito que señala el predio del Campo de Deportes del Buenos Aires Cricket Club, en el lugar hoy se encuentra el Planetario.
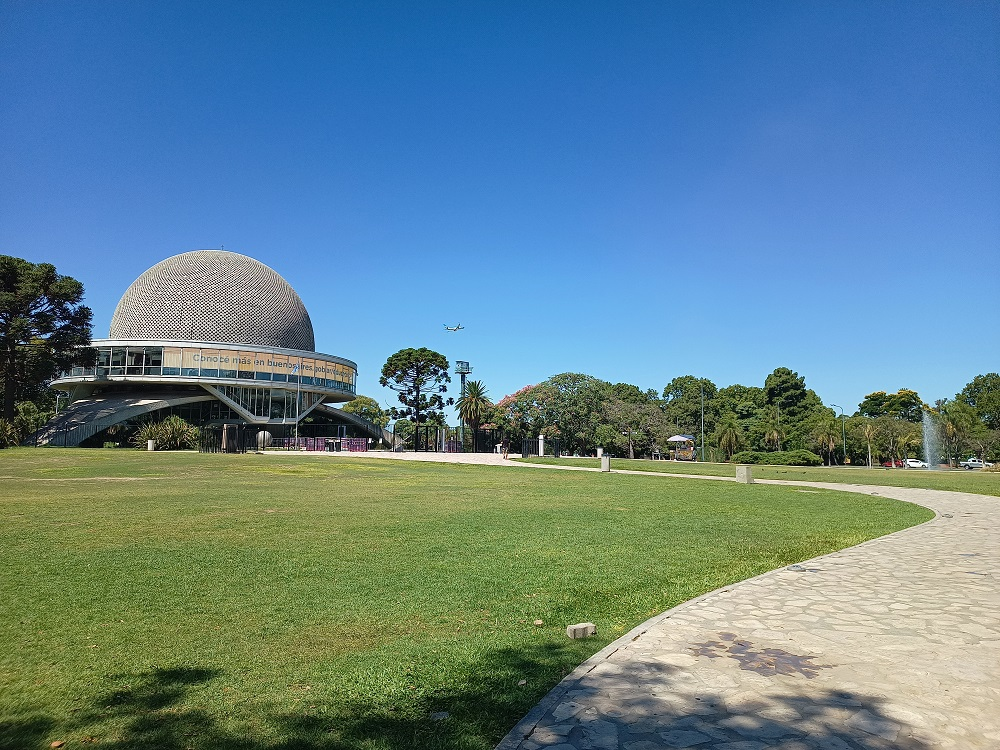
El Planetario visto a la distancia.
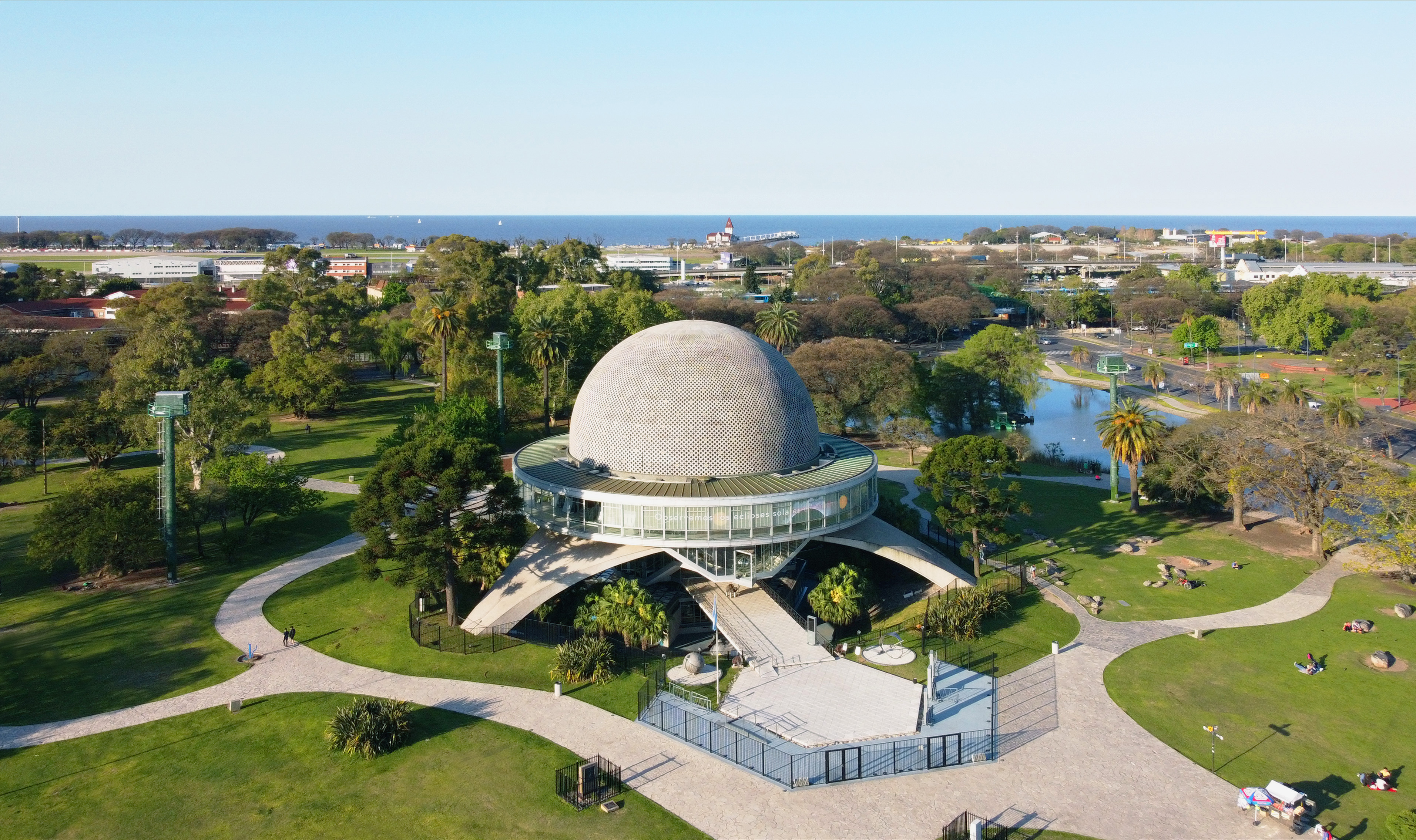
Vista aérea del Planetario y sus alrededores.
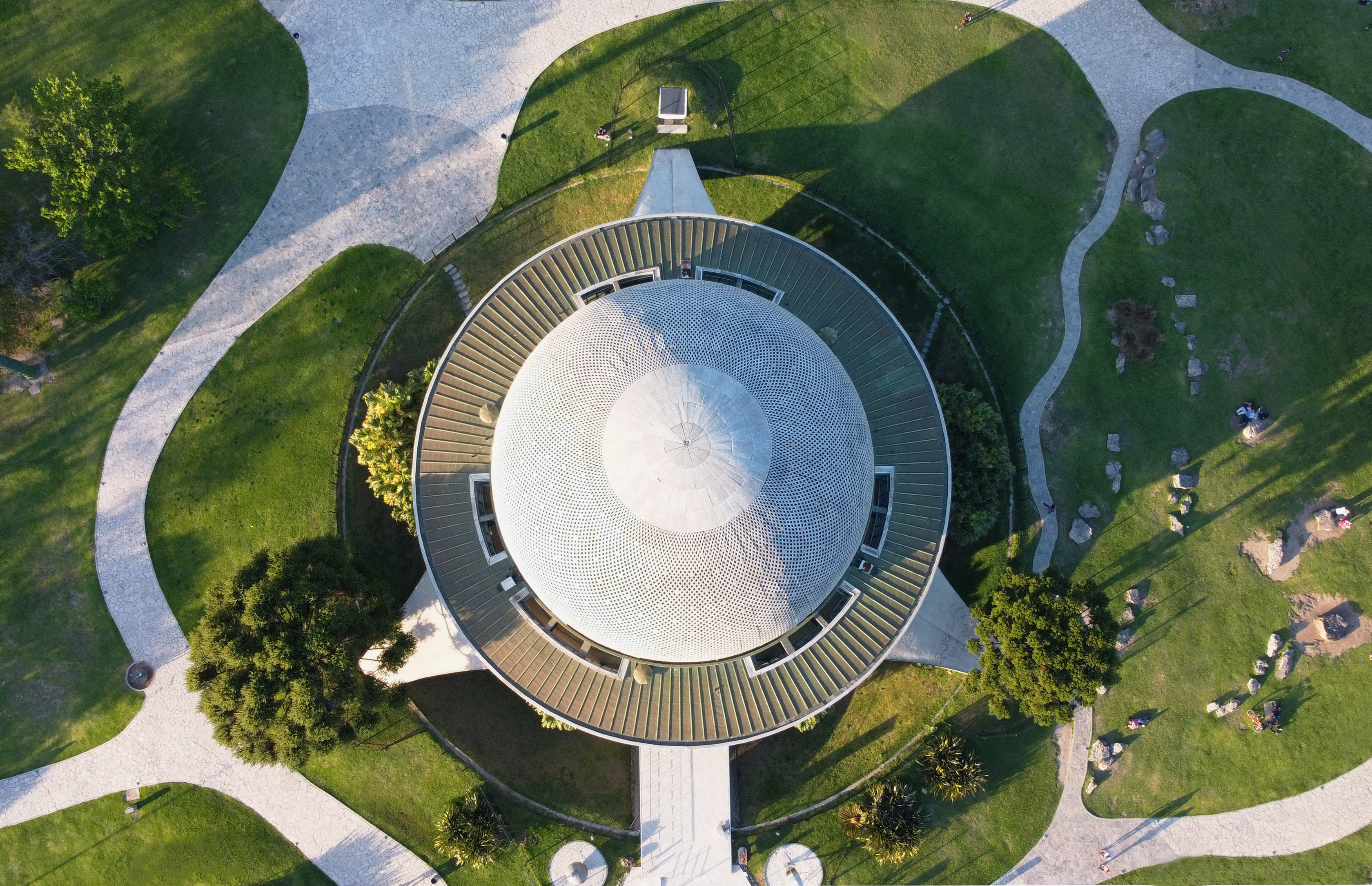
Vista cenital del Planetario.